# Кэмерон, Саймон
Саймон Кэмерон (англ. Simon Cameron, 8 марта 1799, Мэйтаун, округ Ланкастер, Пенсильвания — 26 июня 1889, Мэйтаун, округ Ланкастер, Пенсильвания) — американский политик, сенатор от штата Пенсильвания, военный министр в администрации президента Линкольна в начале Гражданской войны в США.

## Биография

### Ранние годы
Родился 8 марта 1799 года в Мэйтауне, Пенсильвания. Рано осиротев, изучил типографское дело, затем стал журналистом и редактором, в 1824 году купил собственную газету в Гаррисберге (Пенсильвания), а с 1825 по 1827 год был официальным печатником штата Пенсильвания, занимал должность генерал-адъютанта Пенсильвании. Впоследствии Кэмерон выкупил земли и построил несколько участков железной дороги, которые по истечении времени вошли в сеть Northern Central Railway. Занявшись политикой, он примкнул сначала к вигам, затем перешёл в Демократическую партию. В 1838 году Кэмерон был назначен главой комиссии по рассмотрению претензий племени Виннебаго в рамках договора 1837 года.

### Политическая карьера
Впервые пройдя в Сенат, Кэмерон занял кресло, освободившееся после отставки Джеймса Бьюкенена, и представлял Пенсильванию с 13 марта 1845 по 4 марта 1849 года. Вторично был избран в Сенат уже от Республиканской партии и представлял свой штат с 4 марта 1857 по 4 марта 1861 года.
Кэмерон перешёл к республиканцам после двух неудачных попыток переизбрания в Сенат от Демократической партии в 1849 и 1855 годах, и впоследствии больше не изменял партийных предпочтений. На конвенте Республиканской партии в 1860 году он поддержал выдвижение Авраама Линкольна кандидатом республиканцев на президентских выборах в обмен на обещание включить его в состав кабинета и получил кресло военного министра. В 1862 году оставил должность из-за обвинений в коррупции, непотизме, некомпетентности и был назначен послом США в России. Преемник Кэмерона на посту военного министра Эдвин Стэнтон получил своё назначение 11 января 1862 года, затем Палата представителей США по итогам проведённого парламентского расследования вынесла Кэмерону порицание в связи с его деятельностью в военном ведомстве, и 8 ноября 1862 года тот ушёл в отставку с посольской должности.
Вновь избран в Сенат и представлял Пенсильванию с 4 марта 1867 по 12 марта 1877 года, когда ушёл в отставку. В 1870-х годах примкнул к республиканской фракции «Стойкие» во главе с сенатором Роскоу Конклингом, которая поддерживала политику Реконструкции президента Гранта и выступала против реформы государственной службы, продвигаемой их оппонентами из фракции «Полукровки». В 40-м и 41-м Конгрессе возглавлял Комитет по сельскому хозяйству, в 42-м, 43-м, 44-м и 45-м Конгрессе — Комитет по международным отношениям. После отставки отошёл от активной политической деятельности, много путешествовал. Умер 26 июня 1889 года неподалёку от Мэйтауна, похоронен в Гаррисберге (Пенсильвания).

## Семья
Родители Саймона Кэмерона — Чарльз Кэмерон и Марта Кэмерон, урождённая Пфоутц (Martha Pfoutz). Жена — Маргарет Брю (Margaret Brua), среди пятерых детей Кэмерона наиболее известен Джеймс Дональд, военный министр в администрации президента Гранта.

## В массовой культуре
Наибольшую известность получило многократно цитируемое в разных изданиях высказывание Саймона Кэмерона о финансировании Смитсоновского института:

Я устал от этой штуки, которую здесь называют наукой... Мы потратили миллионы на эту штуку за последние несколько лет, и с этим пора заканчивать.
Оригинальный текст (англ.)– I am tired of all this sort of thing called science here... We have spent millions in that sort of thing for the last few years, and it is time it should be stopped.
— .